# Castello di Toompea
Il castello di Toompea (in latino: Castrum Danorum, in estone: Toompea loss, prima probabilmente Taani loss e letteralmente "il castello danese"), è un castello sulla collina di Toompea, nel centro storico della città vecchia di Tallinn, di fronte alla cattedrale di Aleksandr Nevskij.
Il nome fu anche utilizzato anticamente per definire l'intero territorio di Tallinn durante la dominazione danese nel XIII e XIV secolo. Il primo castello, che fu in legno (da alcune fonti finniche è chiamato Kesoniemi), si pensa sia stato edificato sulla collina di Toompea tra il X e l'XI secolo, dai residenti dell'antica regione estone di Rävala (Revalia).

## Storia

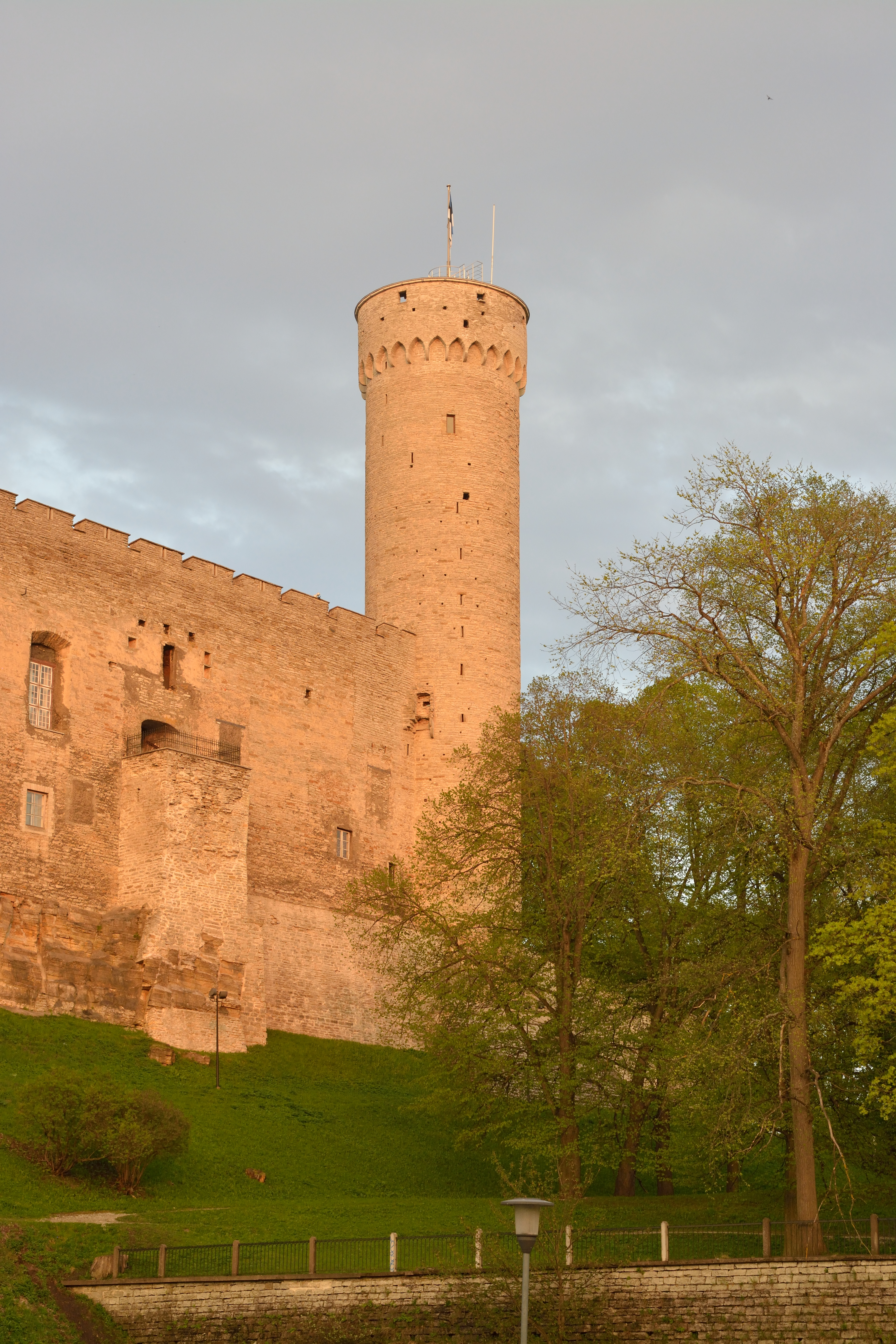
Particolare del castello di Toompea: la torre, Pikk Hermann, Ermanno il Lungo a Tallinn

Fu probabilmente una delle prime aree abitate dell'antica Tallinn (Reval).

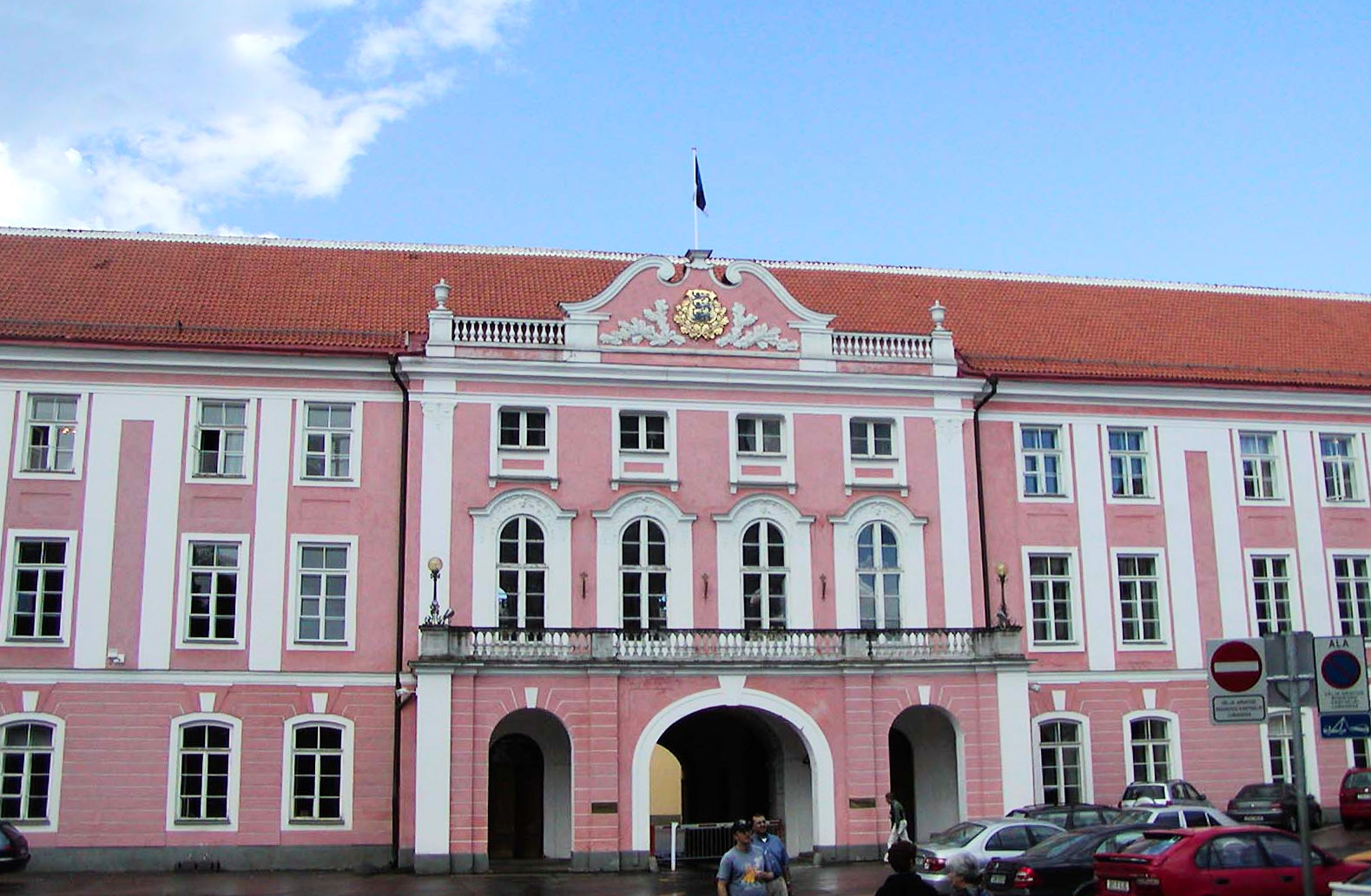
Il parlamento Estone (Riigikogu) a Toompea, il cuore della città vecchia di Tallinn.

Nel 1219, la fortezza fu occupata dai crociati danesi, guidati da Valdemaro II. Secondo una popolare leggenda sui danesi, l'antica bandiera della Danimarca (Dannebrog), cadde dal cielo durante la dura battaglia di Lyndanisse, meglio conosciuta come la battaglia di Reval, combattuta vicino al castello, dando così la vittoria danese sugli estoni.
I danesi successivamente iniziarono a chiamare Lyndanisse con il nome di Castrum Danorum ("Il castello danese"). Da un'ipotesi il nome fu poi tradotto in lingua estone come Taani (n) linna, e successivamente abbreviato in Tallinn.
Il castello, in maggior parte ricostruito e da cui svetta la torre di Ermanno il Lungo (in estone: Pikk Hermann), sulla cui sommità sventola fieramente la bandiera estone, ancora oggi domina Toompea. Attualmente ospita il Parlamento dell'Estonia.

### XIX secolo
Dal 1922 le sedute del Riigikogu si tengono al castello, una delle ali fu ricostruita appositamente per ospitare il Parlamento.
Durante il periodo di occupazione sovietica (1940-1941),(1944-1991), e nazista (1941-1944) il Riigikogu fu abbandonato.
Dal 1991 è stato restaurato.

## Collegamenti esterni

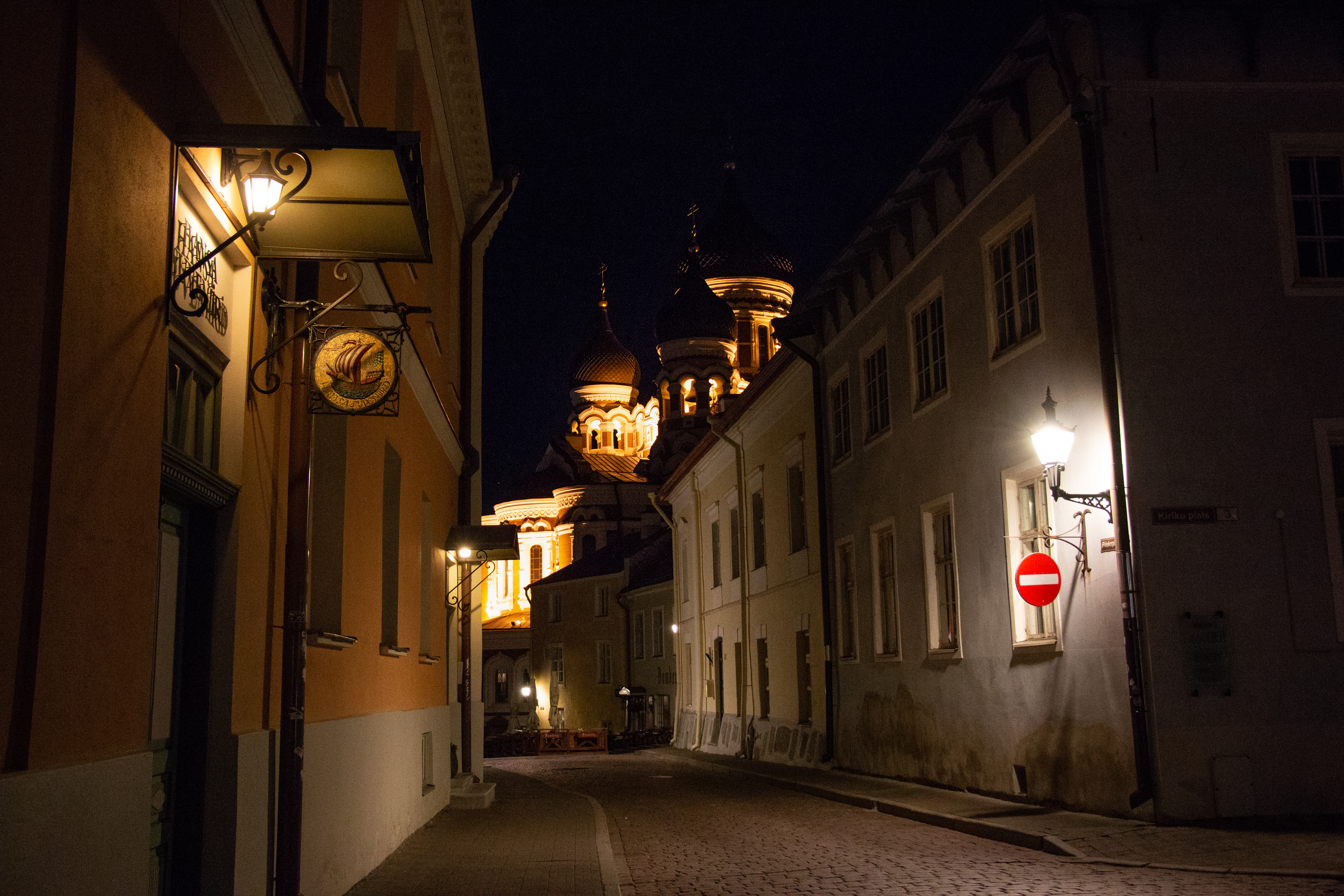
Scorcio serale del castello di Toompea